# Heroes In Harm's Way
Heroes In Harm's Way (en chino, 最美逆行者; pinyin, Zui Mei De Ni Xing Zhe), es una serie de televisión china transmitida del 17 de septiembre del 2020 hasta el 25 de septiembre del 2020 a través de CCTV, Tencent Video, iQiyi y Youku.
La serie está basada en los eventos verdaderos ocasionados por la Pandemia de COVID-19 en Wuhan, convirtiéndose en el primer drama televisivo chino centrado en la pandemia.

## Historias
El drama cuenta la historia de cómo el personal médico y la gente común han vivido su batalla contra la pandemia de COVID-19.
Después del cierre de la ciudad de Wuhan (epicentro del brote), alrededor de las vacaciones del Festival de Primavera de 2020 a finales de enero, comienza la lucha de miles de médicos enviados a la ciudad desde todo el país para ayudar a lidiar con el inicio de una peligrosa y mortal pandemia que después pone en peligro a todo el planeta.
También muestra la lucha y el esfuerzo de trabajadores encargados de la construcción del Hospital de emergencia temporal "Huoshenshan" (levantado en solo 10 días), de los conductores encargados de transpor los equipos médicos y bienes esenciales a la ciudad aislada, de los voluntarios y trabajadores comunitarios, y de otras personas que arriesgaron sus vidas para apoyar a los más necesitados.

### Retrograde
La primera historia es titulada "Retrograde" (en chino, 逆行; pinyin, Ni Xing).

#### Personajes principales
| Actor       | Personaje    | Episodios | Notas |
| ----------- | ------------ | --------- | ----- |
| Chen Shu    | Xiao Ning    | 1-2       |       |
| Wang Zhifei | Director Hua | 1-2       |       |

#### Personajes secundarios
| Actor             | Personaje | Episodios | Notas |
| ----------------- | --------- | --------- | ----- |
| Liu Weiwei        | Li Wenli  | 1-2       |       |
| Ren Shuai (任帅)  | Lin Dajun | 1-2       |       |
| Ren Min           | Yu Lina   | 1-2       |       |
| Wei Qing (柴正榮) | Madre Lin | 1-2       |       |

#### Apariciones invitadas
| Actor                | Personaje  | Episodios | Notas |
| -------------------- | ---------- | --------- | ----- |
| Niu Baojun (牛宝军)  | Qiu Lin    | 1-2       |       |
| Wang Liyuan (王丽媛) | Madre Xiao | 1-2       |       |

#### Otros personajes
| Actor                | Personaje | Episodios | Notas                          |
| -------------------- | --------- | --------- | ------------------------------ |
| Zhang Qi (张琪)      | -         | 1-2       | Es un soldado.                 |
| Lu Yiding (吕一丁)   | -         | 1-2       | Es un líder.                   |
| Chen Yisha (陈依莎)  | -         | 1-2       | Es la esposa del director Hua. |
| He Sitian (何思甜)   | Yi Yi     | 1-2       |                                |
| Ni Songyang (倪菘阳) | -         | 1-2       | Es el paciente no. 27.         |

### Don't Come, All It's Okay
La segunda historia es titulada "Don't Come, All It's Okay" (en chino, 别来，无恙; pinyin, Bie Lai, Wu Yang).

#### Personajes principales
| Actor            | Personaje    | Episodios | Notas |
| ---------------- | ------------ | --------- | ----- |
| Yang Zhigang     | Yue Lubing   | 3-4       |       |
| Jiang Yan (姜妍) | Zhou Xingyan | 3-4       |       |

#### Personajes secundarios
| Actor        | Personaje  | Episodios | Notas |
| ------------ | ---------- | --------- | ----- |
| Yu Yi (于毅) | Peng Shuai | 3-4       |       |

#### Apariciones especiales
| Actor       | Personaje     | Episodios | Notas |
| ----------- | ------------- | --------- | ----- |
| Wei Zi      | Director Wang | 3-4       |       |
| Xu Huanshan | Abuelo Liu    | 3-4       |       |

#### Otros personajes
| Actor             | Personaje | Episodios | Notas             |
| ----------------- | --------- | --------- | ----------------- |
| Lu Jiani (鲁佳妮) | Enfermera | 3-4       | Es una enfermera. |

### Mother-in-law battle
La tercera historia es titulada "Mother-in-law battle" (en chino, 婆媳战役; pinyin, Po Xi Zhan Yi).

#### Personajes principales
| Actor              | Personaje  | Episodios | Notas |
| ------------------ | ---------- | --------- | ----- |
| Sa Rina (萨日娜)   | Wang Laidi | 5-6       |       |
| Li Yixiao (李依晓) | Yang Susu  | 5-6       |       |

#### Personajes secundarios
| Actor                  | Personaje  | Episodios | Notas |
| ---------------------- | ---------- | --------- | ----- |
| Huang Junpeng (黄俊鹏) | Liu Yadong | 5-6       |       |

#### Otros personajes
| Actor         | Personaje   | Episodios | Notas |
| ------------- | ----------- | --------- | ----- |
| Yi Yao (亦瑶) | Huang Canxi | 5-6       |       |

### District of Happiness
La cuarta historia es titulada "District of Happiness" (en chino, 幸福社区; pinyin, Xing Fu She Qu).

#### Personajes principales
| Actor                | Personaje  | Episodios | Notas |
| -------------------- | ---------- | --------- | ----- |
| Shi Ke (史可)        | Wu Jia     | 7-8       |       |
| Xu Jiao              | Zou Xiaoxi | 7-8       |       |
| Kan Qingzi (Adi Kan) | Xu Meng    | 7-8       |       |

#### Personajes secundarios
| Actor                | Personaje  | Episodios | Notas                       |
| -------------------- | ---------- | --------- | --------------------------- |
| He Minghan (何明翰)  | Chai Sang  | 7-8       |                             |
| Lian Yiming (连奕名) | Jefe Wang  | 7-8       | Es el jefe de departamento. |
| Meng Asai (孟阿赛)   | Xiao Zhang | 7-8       |                             |
| Li Chaoping (李朝平) | Xiao Ou    | 7-8       |                             |

#### Apariciones especiales
| Actor           | Personaje    | Episodios | Notas |
| --------------- | ------------ | --------- | ----- |
| Xiao Zhan       | Cai Ding     | 7-8       |       |
| Jin Jing (金靖) | Hermana Fang | 7-8       |       |

#### Otros personajes
| Actor           | Personaje | Episodios | Notas |
| --------------- | --------- | --------- | ----- |
| Wang Lan (王澜) | -         | 7-8       |       |

### One Thousand Kilometers
La quinta historia es titulada "One Thousand Kilometers" (en chino, 一千公里; pinyin, Yi Qian Gong Li).

#### Personajes principales
| Actor                  | Personaje    | Episodios | Notas |
| ---------------------- | ------------ | --------- | ----- |
| Cheng Taishen (成泰燊) | Lao Zhou     | 9-10      |       |
| Niu Junfeng            | Tang Dongzhi | 9-10      |       |

#### Personajes secundarios
| Actor                | Personaje   | Episodios | Notas |
| -------------------- | ----------- | --------- | ----- |
| Liu Zhiyang (刘智扬) | Xu Fei      | 9-10      |       |
| Liu Zhibing (刘之冰) | Doctor Feng | 9-10      |       |
| Yang Yi (杨议)       | CEO Yang    | 9-10      |       |

#### Otros personajes
| Actor                 | Personaje | Episodios | Notas                         |
| --------------------- | --------- | --------- | ----------------------------- |
| Wu Liansheng (吴连生) | -         | 9-10      | Es un hombre de mediana edad. |
| Du Zhao (都钊)        | -         | 9-10      | Es un joven hombre.           |
| Yang Liu (杨柳)       | -         | 9-10      | Es una reportera.             |
| Li Taoyu (李桃夭夭)   | -         | 9-10      | Es una vendedora.             |
| Jia Hongwei (贾宏伟)  | -         | 9-10      |                               |

### The Great Uncle
La sexta historia es titulada "The Great Uncle" (en chino, 了不起的兔子叔叔; pinyin, Liao Bu Qi De Tu Zi Shu Shu, también conocida como "Uncle Rabbit").

#### Personajes principales
| Actor     | Personaje | Episodios | Notas |
| --------- | --------- | --------- | ----- |
| Ma Tianyu | Tu Ziqiao | 11-12     | [ 2 ] |

#### Personajes secundarios
| Actor                  | Personaje | Episodios | Notas                    |
| ---------------------- | --------- | --------- | ------------------------ |
| Su Qing                | Xiao Xue  | 11-12     |                          |
| Zhang Dinghan (张定涵) | Enfermera | 11-12     | Es la enfermera en jefe. |
| Pu Chaoying (普超英)   | Abuela Lu | 11-12     |                          |

#### Otros personajes
| Actor                   | Personaje | Episodios | Notas                      |
| ----------------------- | --------- | --------- | -------------------------- |
| Zhang Lu (张璐)         | -         | 11-12     | Es una guardia de tráfico. |
| Huang Xiaojuan (黄晓娟) | -         | 11-12     |                            |

### In the Same Boat
La séptima historia es titulada "In the Same Boat" (en chino, 同舟; pinyin, Tong Zhou).

#### Personajes principales
| Actor         | Personaje   | Episodios | Notas |
| ------------- | ----------- | --------- | ----- |
| Han Xue       | Hua Yueyin  | 13-14     |       |
| Zhang Ming'en | Fu Xiaozhou | 13-14     |       |
| Xiao Yan      | Xia Fu      | 13-14     |       |

#### Personajes secundarios
| Actor                 | Personaje | Episodios | Notas |
| --------------------- | --------- | --------- | ----- |
| Tu Songyan (涂松岩)   | Li Xue    | 13-14     |       |
| Dong Li               | Chen Yun  | 13-14     |       |
| Xie Xingyang (谢兴阳) | You Dan   | 13-14     |       |

#### Otros personajes
| Actor            | Personaje   | Episodios | Notas |
| ---------------- | ----------- | --------- | ----- |
| Xiao Tian (肖天) | Madre Zhang | 13-14     |       |
| Qian Jin (钱锦)  | -           | 13-14     |       |

## Episodios
La serie está conformada por 7 historias y emitió 14 episodios en total de lunes a sábado.

## Producción
La serie también fue conocida como "One Who Walks Against the Tides" y fue el primer drama televisivo chino centrado en la pandemia Covid-19.
El drama fue dirigido por Ju Xingmao (巨兴茂), quien contó con el apoyo de los guionistas Guo Jingyu (郭靖宇), Tang Qicen y Zhao Yan (赵彦).
Mientras que la producción estuvo a cargo de Wang Hao (王浩), Zhuang Dianjun (庒殿军), Tang Shiding (唐世鼎), Shen Haixiong (慎海雄) y Xue Jijun (薛继军).
La serie es emitida por cadena pública China Central Television (CCTV) y contó con el apoyo de la compañía de producción "China Media Group".

### Reacciones / Controversias
Durante el primer avance del drama emitido en la plataforma china Weibo recibió comentarios positivos, donde varios usuarios expresaron su entusiasmo por conocer las historias de la gente que ha hecho posible que el país luche contra el coronavirus.
Sin embargo durante su estreno, el primer episodio generó fuertes críticas por su tono sexista (discriminación de género) al ignorar y restarle importancia al papel vital que jugaron las mujeres en la contención del COVID-19, así como por suavizar las duras condiciones y el caos que vivió el personal médico durante los primeros días de la pandemia.
Una de las varias escenas controvertidas que molestó a los usuarios, fue cómo mostraban a las conductoras de autobús y como las compañeras de una mujer divorciada la convencían para que rechazara en ofrecerse como voluntaria para transportar suministros a la línea del frente, alegando un compromiso familiar (la celebración del Año Nuevo Chino), mientras que sus colegas masculinos no dudaban en ayudar. Debido a esto, los usuarios demostraron reportes en donde medios estatales elogiaban el apoyo de las conductoras con respecto al transporte de suministros y personal médico.
El "South China Morning Post" señaló que otra de las frustraciones era la descripción que hacían de las enfermeras a quienes mostraban "más interesadas en el chisme que a los médicos masculinos".
Después de lo sucedido las críticas hacia la serie fueron fuertes y negativas, recibiendo una vergonzosa calificación en Douban (el sitio web chino equivalente al IMDb) de 2,4 sobre 10, sin embargo las críticas fueron censuradas y los comentarios de los usuarios fueron ocultos.

### Distribución
La serie fue emitida desde el 28 de septiembre del 2020 a través del canal 192 por medio de Sky TV en el Reino Unido.
También ha sido lanzada en diversas plataformas de medios, tales como YouTube, Facebook, OnDemandChina & iTalkBB (en Norteamérica) y en TV2Z (en Holanda). También estpa programada para ser lanzada en Italia, Argentina, El Salvador, Sudáfrica, Rusia, Japón, Corea, Indonesia, Camboya, Tailandia, Vietnam, Laos, Myanmar, Nepal y más países. Además de la versión en inglés, el drama también está disponible en varios idiomas, incluidos serbio, ruso, japonés, camboyano, nepalí, indonesio, etc.